# 阿马拉利那
阿马拉利那是巴西戈亚斯州的一个市镇。总面积1412.909平方公里，总人口3123人，人口密度2.2人/平方公里。